# 孙寒华
孙寒华（？年—？年），东吴女道士，孫贲孙女，孫奚之女，一说则是孙权的孙女。杜契的弟子。

## 傳說
孙寒华年少时与立信校尉杜契互通情意。二人私奔前往建安（今福建省建瓯市），依附杜契的亲戚邵武长张毅。等到事件平息后就在茅山隐居。
孙寒华后来作为杜契的两个弟子之一学习道术。孙寒华因为学习了玄白之法而仍为童颜。虽然师徒二人在一处，但因玄白法严禁房事而后来终不得行此。师徒有时砍柴，在山中市场出售，外界的人不知道此事。孙寒华在游历吴越诸山十余年后，在华佬山升空成仙而去。
孙寒华与张姜子，李惠姑，施淑女，郑天生这五人皆有善行，又都是当时有名的女道士。